# Askø
Askø es una isla de Dinamarca, ubicada al norte de Lolland. Cubre una superficie de of 2,82 km² y alberga una población de 55 habitantes (2005).